# عبدو دیوف
عبدو دیوف (زادهٔ ۷ سپتامبر ۱۹۳۵) یک سیاست‌مدار اهل سنگال است. دیوف بین سال‌های ۱۹۸۱ تا ۲۰۰۰ میلادی پست ریاست‌جمهوری سنگال را برعهده داشت.

## سوابق
او در سپتامبر ۱۹۶۰ به عنوان مدیر همکاری های فنی بین المللی منصوب شد. در نوامبر ۱۹۶۰ دستیار دبیرکل دولت شد و در ژوئن ۱۹۶۱ دبیر کل وزارت دفاع شد. در سال ۱۹۶۱ او به اتحادیه مترقی سنگال پیوست که بعداً به حزب سوسیالیست سنگال تبدیل شد. در دسامبر ۱۹۶۱ وی فرماندار منطقه سین سلوم شد و تا دسامبر ۱۹۶۲ در آن سمت خدمت کرد تا اینکه مدیر کابینه وزارت امور خارجه شد. در ماه مه ۱۹۶۳ او به سمت مدیر کابینه رئیس‌جمهور لئوپولد سنقر منتقل شد و تا دسامبر ۱۹۶۵ در آنجا ماند. در ژانویه ۱۹۶۴ دبیر کل ریاست‌جمهوری شد تا اینکه در مارس ۱۹۶۸ وزیر برنامه ریزی و صنعت شد. در سال ۱۹۷۰، سنقر پست نخست‌وزیری را به دیوف، حامی خود داد. در ۱ ژانویه ۱۹۸۱، سنقر به نفع دیوف، که رئیس‌جمهور سنگال شد، استعفا داد.
دیوف با برگزاری انتخابات در سال ۱۹۸۳ به آزادسازی سیاسی که سنقر آغاز کرده بود، ادامه داد. او به جای چهار حزب قبلی، به ۱۴ حزب مخالف اجازه نامزدی داد. تأثیر عملی این امر باعث تکه تکه شدن مخالفان شد و دیوف با ۸۳ درصد آرا پیروز شد.
در سال ۱۹۸۵، احزاب مخالف سعی کردند ائتلافی تشکیل دهند. به این دلیل که ائتلاف ها توسط قانون اساسی منع شده بودند، تجزیه شد و عبدالله واده، مخالف سیاسی اصلی دیوف، به دلیل تظاهرات غیرقانونی به طور موقت دستگیر شد. در فوریه ۱۹۸۸ دوباره انتخابات برگزار شد. دیوف 72.3 درصد آرا را در مقابل واده 25.8 درصد به دست آورد و احزاب مخالف ادعا کردند که در انتخابات تقلب شده است. دی پی اغتشاشات دیوف وضعیت اضطراری اعلام کرد و واد را دوباره تا ماه مه همان سال بازداشت کرد.
دیوف در فوریه ۱۹۹۳ با 58 درصد آرا برای یک دوره ۷ ساله انتخاب شد. دوره ریاست‌جمهوری در سال ۱۹۹۱ به مدت دو سال و تا سال ۲۰۰۰ تمدید شده بود.
در دور اول انتخابات سال ۲۰۰۰، در ۲۷ فوریه، او 41.3 درصد از آرا را در مقابل 30.1 درصد برای عبدالله واده، رهبر دیرینه اپوزیسیون به دست آورد، اما در دور دوم در ۱۹ مارس او تنها 41.5٪ در مقابل 58.5٪ برای واده دریافت کرد. دیوف شکست را پذیرفت و در 1 آوریل سمت خود را ترک کرد. وقتی دیوف دفتر را ترک کرد، واده گفت که او باید جایزه صلح نوبل را برای ترک بدون خشونت قدرت دریافت کند.